# Xocalı járás
A Xocalı járás (azeri nyelven:Xocalı rayonu) Azerbajdzsán egyik járása. Székhelye Xocalı.

A Xocalı járás elhelyezkedése Azerbajdzsánban

A vitatott státusú Hegyi-Karabahban található.

## Népesség
- 1999-ben 23 757 lakosa volt, melyből 12 929 örmény, 10 773 azeri, 41 török, 7 orosz, 5 tatár, 2 kurd.
- 2009-ben 26 047 lakosa volt, melyből 13 028 azeri, 12 929 örmény, 81 török, 5 lezg, 4 orosz.